# Liste von Kirchengebäuden im Landkreis Oder-Spree
Die Liste von Kirchengebäuden im Landkreis Oder-Spree gibt eine vollständige Übersicht der im Landkreis Oder-Spree im Osten des Landes Brandenburg vorhandenen Kirchengebäude mit ihrem Status, Adresse, Koordinaten und einer Ansicht (Stand Mai 2021).

## Liste
| Ort                  | Bezeichnung                         | Lage                                                                                               | Nutzung           | Bemerkungen                | Außenansicht    | Innenansicht   | Denkmal-ID | Wikidata-Eintrag |
| -------------------- | ----------------------------------- | -------------------------------------------------------------------------------------------------- | ----------------- | -------------------------- | --------------- | -------------- | ---------- | ---------------- |
| Ahrensdorf           | Dorfkirche                          | Rietz-Neuendorf OT: Ahrensdorf Lindenstraße 17a (52,174472° N, 14,075966° O)                       | evangelisch       | Datierung: 1600 spätestens | weitere Bilder  | Innenansichten | 09115172   | Q26263024        |
| Alt Madlitz          | Dorfkirche                          | Briesen (Mark) OT: Alt Madlitz Lindenstraße (52,384179° N, 14,283999° O)                           | evangelisch       | Datierung: 1286            | weitere Bilder  |                | 09115097   | Q58194205        |
| Alt Stahnsdorf       | Dorfkirche                          | Storkow (Mark) OT: Alt Stahnsdorf Parkstraße (52,284205° N, 13,879034° O)                          | evangelisch       | Datierung: 1954            | Bild gesucht BW |                |            |                  |
| Arensdorf            | Dorfkirche                          | Steinhöfel OT: Arensdorf Kirchweg (52,426025° N, 14,252437° O)                                     | evangelisch       | Datierung: 1251/1300       | weitere Bilder  |                | 09115331   | Q61917813        |
| Bad Saarow           | Kirche                              | Bad Saarow OT: Bad Saarow Kirchstraße 2 (52,293004° N, 14,054561° O)                               | evangelisch       | Datierung: 1922            | weitere Bilder  | Innenansichten |            | Q21082328        |
| Beerfelde            | Dorfkirche                          | Steinhöfel OT: Beerfelde Kirchgasse 2 (52,430134° N, 14,04292° O)                                  | evangelisch       | Datierung: 1251/1300       | weitere Bilder  |                | 09115104   | Q30335843        |
| Beeskow              | Heilig-Geist-Kirche                 | Beeskow OT: Beeskow Liebknechtstraße 8 (52,17206° N, 14,239979° O)                                 | katholisch        | Datierung: 1928            | weitere Bilder  |                | 09115168   | Q101850765       |
| Beeskow              | Marienkirche                        | Beeskow OT: Beeskow Kirchplatz 1 (52,171561° N, 14,24862° O)                                       | evangelisch       | Datierung: 1230/1240       | weitere Bilder  | Innenansichten | 09115424   | Q1649692         |
| Berkenbrück          | Dorfkirche                          | Berkenbrück OT: Berkenbrück Dorfstraße 103 (52,350603° N, 14,1479° O)                              | evangelisch       | Datierung: 1832            | weitere Bilder  |                | 09115105   | Q56247806        |
| Biegen               | Nikolaikirche                       | Briesen (Mark) OT: Biegen Dorfstraße 31 (52,309909° N, 14,364403° O)                               | evangelisch       | Datierung: 1300            | weitere Bilder  | Innenansichten | 09115106   | Q2321854         |
| Birkholz             | Dorfkirche                          | Rietz-Neuendorf OT: Birkholz Kirchweg 1 (52,189723° N, 14,194284° O)                               | evangelisch       | Datierung: 1500 spätestens | weitere Bilder  |                | 09115201   | Q42293709        |
| Bomsdorf             | Dorfkirche                          | Neuzelle OT: Bomsdorf Am Dorfteich 4 (52,036601° N, 14,631143° O)                                  | evangelisch       | Datierung:1300/1500        | weitere Bilder  |                | 09115007   | Q106937569       |
| Bornow               | Dorfkirche                          | Beeskow OT: Bornow Bornower Dorfstraße 100 (52,171775° N, 14,195155° O)                            | evangelisch       | Datierung: 1891            | weitere Bilder  | Innenansichten | 09115377   | Q60263861        |
| Briesen              | Dorfkirche                          | Briesen (Mark) OT: Briesen Bahnhofstraße 27a (52,342621° N, 14,276916° O)                          | evangelisch       | Datierung: 1838            | weitere Bilder  | Innenansichten | 09115107   | Q100721158       |
| Brieskow-Finkenheerd | Erlöserkirche                       | Brieskow-Finkenheerd OT: Bahnhofstraße 3 (52,253139° N, 14,568655° O)                              | russisch-orthodox |                            | Bild gesucht BW |                |            |                  |
| Brieskow-Finkenheerd | Martin-Luther-Kirche                | Brieskow-Finkenheerd OT: Karl-Marx-Straße 29 (52,25544° N, 14,574076° O)                           | evangelisch       | Datierung: 1934            | weitere Bilder  |                |            |                  |
| Buchholz             | Dorfkirche                          | Steinhöfel OT: Buchholz Steinhöfeler Straße 18 (52,422912° N, 14,113555° O)                        | evangelisch       |                            | weitere Bilder  |                | 09115203   | Q56479885        |
| Buckow               | Dorfkirche                          | Rietz-Neuendorf OT: Buckow Falkenberger Straße 4a (52,183913° N, 14,160612° O)                     | evangelisch       | Datierung: 1737            | weitere Bilder  |                | 09115280   | Q101579113       |
| Chossewitz           | Dorfkirche                          | Friedland OT: Chossewitz (52,089835° N, 14,432433° O)                                              | evangelisch       | Datierung:1730             | weitere Bilder  |                | 09115281   | Q97684514        |
| Dahmsdorf            | Dorfkirche                          | Reichenwalde OT: Dahmsdorf Am Dorfanger (52,235386° N, 13,990042° O)                               | evangelisch       | Datierung: 1301/1400       | weitere Bilder  |                | 09115282   | Q1244209         |
| Demnitz              | Dorfkirche                          | Steinhöfel OT: Demnitz Dorfstraße (52,384933° N, 14,195637° O)                                     | evangelisch       | Datierung: 1546/1555       | weitere Bilder  | Innenansichten | 09115109   | Q30246097        |
| Eisenhüttenstadt     | Friedenskirche                      | Eisenhüttenstadt OT: Eisenhüttenstadt Robert-Koch-Straße 37 (52,139742° N, 14,628134° O)           | evangelisch       |                            | Bild gesucht BW |                |            |                  |
| Eisenhüttenstadt     | Baptistenkirche                     | Eisenhüttenstadt OT: Eisenhüttenstadt Bahnhofstraße 12 (52,144554° N, 14,669913° O)                | baptistisch       |                            | Bild gesucht BW |                |            |                  |
| Eisenhüttenstadt     | Adventgemeinde                      | Eisenhüttenstadt OT: Eisenhüttenstadt Gubener Str. 125 (52,143524° N, 14,669481° O)                | adventistisch     |                            | Bild gesucht BW |                |            |                  |
| Eisenhüttenstadt     | Herz-Jesu-Kirche                    | Eisenhüttenstadt OT: Eisenhüttenstadt Wilhelmstraße 50 (52,147146° N, 14,663503° O)                | katholisch        |                            |                 |                |            |                  |
| Erkner               | Genezareth-Kirche                   | Erkner OT: Erkner Lange Straße 9 (52,420124° N, 13,752838° O)                                      | evangelisch       | Datierung 1897             | weitere Bilder  | Innenansichten | 09115433   | Q1502155         |
| Erkner               | Bonifatius-Kirche                   | Erkner OT: Erkner Hessenwinkler Str. 2 (52,4259° N, 13,7483° O)                                    | katholisch        |                            | weitere Bilder  |                |            | Q892512          |
| Falkenberg           | Dorfkirche                          | Briesen (Mark) OT: Falkenberg Dorfstraße (52,382004° N, 14,235999° O)                              | evangelisch       | Datierung: 1400            | weitere Bilder  |                | 09115337   | Q101848625       |
| Fichtenau            | Kapelle                             | Schöneiche bei Berlin OT: Fichtenau Lübecker Straße 14 (52,46642° N, 13,700178° O)                 | evangelisch       | Datierung: 1933            | weitere Bilder  |                |            |                  |
| Friedland            | Stadtkirche                         | Friedland OT: Friedland Markt 1 (52,10473° N, 14,26278° O)                                         | evangelisch       | Datierung 1701/1800        | weitere Bilder  |                | 09115284   | Q84434888        |
| Fünfeichen           | Dorfkirche                          | Schlaubetal OT: Fünfeichen Förstereistraße (52,143475° N, 14,532168° O)                            | evangelisch       | Datierung: 1401/1500       | weitere Bilder  |                | 09115015   | Q101849643       |
| Fürstenberg (Oder)   | Nikolaikirche                       | Eisenhüttenstadt OT: Fürstenberg (Oder) Kirchplatz 1 (52,143808° N, 14,672321° O)                  | evangelisch       | Datierung 1401/1450        | weitere Bilder  |                | 09115210   | Q41546252        |
| Fürstenwalde/Spree   | Mariendom                           | Fürstenwalde/Spree OT: Fürstenwalde/Spree Domplatz 10 (52,358106° N, 14,065719° O)                 | evangelisch       | Datierung: 1450 ca.        | weitere Bilder  | Innenansichten | 09115094   | Q1236544         |
| Fürstenwalde/Spree   | Samariterkirche                     | Fürstenwalde/Spree OT: Fürstenwalde/Spree August-Bebel-Straße 1 (52,351723° N, 14,06758° O)        | evangelisch       | Datierung: 1925            | weitere Bilder  |                | 09115133   |                  |
| Fürstenwalde/Spree   | Altlutherische Kirche               | Fürstenwalde/Spree OT: Fürstenwalde/Spree Dr.-Wilhelm-Külz-Straße 55 (52,361847° N, 14,058865° O)  | altlutherisch     | Datierung: 1883            | weitere Bilder  |                | 09115156   | Q1379833         |
| Fürstenwalde/Spree   | St.-Johannes-Baptist-Kirche         | Fürstenwalde/Spree OT: Fürstenwalde/Spree Seilerplatz 1 (52,363896° N, 14,065475° O)               | katholisch        | Datierung: 1906            | weitere Bilder  |                | 09115436   | Q63096511        |
| Fürstenwalde/Spree   | Martin-Luther-Kirche                | Fürstenwalde/Spree OT: Fürstenwalde-Süd Schillerstraße (52,344506° N, 14,069675° O)                | evangelisch       | Datierung: 1903            | weitere Bilder  |                | 09115523   |                  |
| Fürstenwalde/Spree   | Baptistenkirche                     | Fürstenwalde/Spree OT: Fürstenwalde/Spree Geschwister-Scholl-Str. 4, (52,357687° N, 14,068816° O)  | baptistisch       |                            | Bild gesucht BW |                |            |                  |
| Fürstenwalde/Spree   | Adventgemeinde                      | Fürstenwalde/Spree OT: Fürstenwalde/Spree Albert-Kleeberg-Str. 5 (52,354401° N, 14,076664° O)      | adventistisch     |                            | Bild gesucht BW |                |            |                  |
| Giesensdorf          | Dorfkirche                          | Tauche OT: Giesensdorf Giesensdorf (52,138222° N, 14,130693° O)                                    | evangelisch       |                            | weitere Bilder  |                | 09115378   | Q101579266       |
| Glienicke            | Dorfkirche                          | Rietz-Neuendorf OT: Glienicke Beeskower Straße (52,21075° N, 14,085888° O)                         | evangelisch       | Datierung: 1201/1300       | weitere Bilder  |                | 09115285   | Q56025380        |
| Göhlen               | Dorfkirche                          | Neuzelle OT: Göhlen Alte Lindenstraße 10a (52,043372° N, 14,572758° O)                             | evangelisch       | Datierung: 1825            | weitere Bilder  |                | 09115017   | Q106939534       |
| Görsdorf             | Dorfkirche                          | Storkow (Mark) OT: Görsdorf Zum Kutzingsee 17 (52,242252° N, 13,837977° O)                         | evangelisch       | Datierung: 1401/1450       | weitere Bilder  |                | 09115287   | Q16739688        |
| Görsdorf             | Dorfkirche                          | Tauche OT: Görsdorf Straße des Friedens (52,151671° N, 14,091549° O)                               | evangelisch       | Datierung: 1501/1600       | weitere Bilder  |                | 09115380   | Q107094628       |
| Görzig               | Dorfkirche                          | Rietz-Neuendorf OT: Görzig Görziger Straße 58 (52,238957° N, 14,19692° O)                          | evangelisch       |                            | weitere Bilder  |                | 09115381   | Q101849746       |
| Gosen                | Dorfkirche                          | Gosen-Neu Zittau OT: Gosen Köpenicker Straße 1 (52,394087° N, 13,71233° O)                         | evangelisch       | Datierung: 1912            | weitere Bilder  |                | 09115427   |                  |
| Groß Briesen         | Dorfkirche                          | Friedland OT: Groß Briesen Groß Briesen 23 (52,114583° N, 14,380587° O)                            | evangelisch       | Datierung 1893             | weitere Bilder  |                | 09115379   | Q101579222       |
| Groß Lindow          | Dorfkirche                          | Groß Lindow OT: Groß Lindow Wiesenauer Straße (52,235475° N, 14,532904° O)                         | evangelisch       | Datierung: 1850            | weitere Bilder  |                | 09115018   | Q105046261       |
| Groß Muckrow         | Dorfkirche                          | Friedland OT: Groß Muckrow (52,06647° N, 14,432477° O)                                             | evangelisch       | Datierung: 1400 ca.        | weitere Bilder  |                | 09115286   | Q105980756       |
| Groß Rietz           | Dorfkirche                          | Rietz-Neuendorf OT: Groß Rietz Beeskower Chaussee (52,212277° N, 14,205868° O)                     | evangelisch       | Datierung: 1704            | weitere Bilder  |                | 09115241   | Q42159572        |
| Groß Schauen         | Dorfkirche                          | Storkow (Mark) OT: Groß Schauen Dorfmitte 21 (52,239158° N, 13,906661° O)                          | evangelisch       | Datierung: 1701/1750       | weitere Bilder  |                | 09115269   | Q24238574        |
| Grünheide (Mark)     | Kirche zum Guten Hirten             | Grünheide (Mark) OT: Grünheide Karl-Marx-Straße (52,42151° N, 13,82093° O)                         | evangelisch       | Datierung: 1892            | weitere Bilder  |                | 09115122   | Q100910768       |
| Grunow               | Dorfkirche                          | Grunow-Dammendorf OT: Grunow Hauptstraße 18b (52,157478° N, 14,394701° O)                          | evangelisch       | Datierung: 1772            | weitere Bilder  |                | 09115022   | Q101849804       |
| Hangelsberg          | Dorfkirche                          | Grünheide (Mark) OT: Hangelsberg Hauptstraße 41 (52,394636° N, 13,924766° O)                       | evangelisch       | Datierung: 1927            | weitere Bilder  | Innenansichten | 09115004   | Q32514557        |
| Hasenfelde           | Dorfkirche                          | Steinhöfel OT: Hasenfelde Fürstenwalder Straße 13 (52,429222° N, 14,206972° O)                     | evangelisch       | Datierung: 1251/1300       | weitere Bilder  |                | 09115350   | Q56250581        |
| Heinersdorf          | Dorfkirche                          | Steinhöfel OT: Heinersdorf Hauptstraße 34a (52,457118° N, 14,215238° O)                            | evangelisch       | Datierung: 1226/1250       | weitere Bilder  |                | 09115318   | Q61670502        |
| Henzendorf           | Dorfkirche                          | Neuzelle OT: Henzendorf Heidelandstraße 10 (52,041099° N, 14,517997° O)                            | evangelisch       | Datierung: 1985            | weitere Bilder  |                |            | Q106940200       |
| Herzberg             | Dorfkirche                          | Rietz-Neuendorf OT: Herzberg Seestraße 34 (52,216729° N, 14,11657° O)                              | evangelisch       | Datierung: 1251/1300       | weitere Bilder  |                | 09115382   | Q27165017        |
| Jacobsdorf           | Dorfkirche                          | Jacobsdorf OT: Jacobsdorf Hauptstraße (52,338008° N, 14,353896° O)                                 | evangelisch       | Datierung: 1250 ca.        | weitere Bilder  |                | 09115458   | Q63998401        |
| Jänickendorf         | Dorfkirche                          | Steinhöfel OT: Jänickendorf Am Dorfring (52,433883° N, 14,01564° O)                                | evangelisch       | Datierung: 1251/1275       | weitere Bilder  |                | 09115493   | Q55030068        |
| Kagel                | Dorfkirche                          | Grünheide (Mark) OT: Kagel Gerhart-Hauptmann-Straße 25 (52,460932° N, 13,910346° O)                | evangelisch       | Datierung: 1871            | weitere Bilder  |                | 09115494   | Q54370635        |
| Kienbaum             | Dorfkirche                          | Grünheide (Mark) OT: Kienbaum Neue Dorfstraße 30a (52,45457° N, 13,956562° O)                      | evangelisch       | Datierung: 1909            | weitere Bilder  |                | 09115440   | Q56513981        |
| Klein Muckrow        | Dorfkirche                          | Friedland OT: Klein Muckrow Klein Muckrow 26 (52,041434° N, 14,423448° O)                          | evangelisch       | Datierung: 1777            | weitere Bilder  |                | 09115537   | Q84344262        |
| Kleinschönebeck      | Dorfkirche                          | Schöneiche bei Berlin OT: Kleinschönebeck Dorfaue 21 (52,481739° N, 13,7031° O)                    | evangelisch       |                            | weitere Bilder  |                | 09115496   | Q18603278        |
| Kossenblatt          | Dorfkirche                          | Tauche OT: Kossenblatt Lindenstraße 37 (52,113632° N, 14,073985° O)                                | evangelisch       | Datierung: 1401/1500       | weitere Bilder  |                | 09115288   | Q107105657       |
| Krügersdorf          | Dorfkirche                          | Beeskow OT: Krügersdorf Alte Dorfstraße 1 (52,155141° N, 14,317627° O)                             | evangelisch       | Datierung: 1720            | weitere Bilder  |                | 09115289   | Q98006810        |
| Langewahl            | Dorfkirche                          | Langewahl OT: Langewahl Neu Golmer Straße (52,324315° N, 14,101523° O)                             | evangelisch       | Datierung: 1954            | weitere Bilder  |                |            | Q106925873       |
| Lindenberg           | Dorfkirche                          | Tauche OT: Lindenberg Hauptstraße (52,199284° N, 14,116471° O)                                     | evangelisch       | Datierung: 1667–1669       | weitere Bilder  |                | 09115279   | Q26253432        |
| Markgrafpieske       | Dorfkirche                          | Spreenhagen OT: Markgrafpieske Kirchplatz 8 (52,32693° N, 13,949197° O)                            | evangelisch       | Datierung: 1898            | weitere Bilder  |                | 09115325   | Q24290064        |
| Merz                 | Dorfkirche                          | Ragow-Merz OT: Merz Kirchweg 1 (52,198068° N, 14,343299° O)                                        | evangelisch       | Datierung: 1301/1400       | weitere Bilder  |                | 09115290   | Q98406752        |
| Mittweide            | Dorfkirche                          | Tauche OT: Mittweide Alte Dorfstraße (52,062483° N, 14,1439° O)                                    | evangelisch       | Datierung: 1401/1450       | weitere Bilder  |                | 09115384   | Q105394662       |
| Mixdorf              | Dorfkirche                          | Mixdorf OT: Mixdorf Dorfstraße 14 (52,195239° N, 14,406061° O)                                     | evangelisch       | Datierung: 1720            | weitere Bilder  |                | 09115025   | Q1651137         |
| Möbiskruge           | Dorfkirche                          | Neuzelle OT: Möbiskruge Parkstraße 6 (52,10277° N, 14,591214° O)                                   | evangelisch       | Datierung: 1301/1350       | weitere Bilder  |                | 09115027   |                  |
| Müllrose             | Kirche                              | Müllrose OT: Müllrose Kirchplatz 4 (52,246233° N, 14,413555° O)                                    | evangelisch       | Datierung: 1747            | weitere Bilder  | Innenansichten | 09115033   | Q1742639         |
| Neu Golm             | Dorfkirche                          | Bad Saarow OT: Neu Golm Chausseestraße 25 (52,303504° N, 14,093619° O)                             | evangelisch       | Datierung: 1877            | weitere Bilder  |                | 09115348   | Q64078483        |
| Neu Hartmannsdorf    | Hoffnungskirche                     | Spreenhagen OT: Neu Hartmannsdorf Chausseestraße 20 (52,35791° N, 13,844415° O)                    | evangelisch       | Datierung: 1858            | weitere Bilder  |                |            | Q1328802         |
| Neu Zittau           | Dorfkirche                          | Gosen-Neu Zittau OT: Neu Zittau Geschwister-Scholl-Straße 46 (52,38728° N, 13,74576° O)            | evangelisch       | Datierung: 1763            | weitere Bilder  |                | 09115504   |                  |
| Neubrück             | Dorfkirche                          | Rietz-Neuendorf OT: Neubrück Vorderheide 4 (52,27177° N, 14,278237° O)                             | evangelisch       | Datierung: 1952/1955       | weitere Bilder  |                | 09115470   | Q42746148        |
| Neuendorf im Sande   | Dorfkirche                          | Steinhöfel OT: Neuendorf im Sande Alte Dorfstraße (52,390428° N, 14,108053° O)                     | evangelisch       | Datierung: 1251/1300       | weitere Bilder  |                | 09115451   | Q56640896        |
| Neuzelle             | Heilig-Kreuz-Kirche                 | Neuzelle OT: Neuzelle Stiftsplatz 4 (52,089378° N, 14,654259° O)                                   | evangelisch       | Datierung: 1354            | weitere Bilder  |                |            | Q42409358        |
| Neuzelle             | Klosterkirche                       | Neuzelle OT: Neuzelle Stiftsplatz 6 (52,090625° N, 14,652721° O)                                   | katholisch        | Datierung: 1301/1400       | weitere Bilder  |                | 09115798   | Q106940517       |
| Niewisch             | Dorfkirche                          | Friedland OT: Niewisch (52,076543° N, 14,228801° O)                                                | evangelisch       | Datierung: 1786            | weitere Bilder  |                | 09115283   | Q105980730       |
| Petersdorf           | Dorfkirche                          | Jacobsdorf OT: Petersdorf Sieversdorfer Straße (52,360867° N, 14,344296° O)                        | evangelisch       | Datierung: 1275 ca         | weitere Bilder  | Innenansichten | 09115341   | Q1244603         |
| Pfaffendorf          | Dorfkirche                          | Rietz-Neuendorf OT: Pfaffendorf Pfaffendorfer Chaussee (52,266042° N, 14,162867° O)                | evangelisch       | Datierung: 1736/1737       | weitere Bilder  |                | 09115742   | Q63787524        |
| Pieskow              | Dorfkirche                          | Bad Saarow OT: Pieskow Dorfstraße 6 (52,267139° N, 14,063161° O)                                   | evangelisch       | Datierung: 1867            | weitere Bilder  |                | 09115457   | Q14531608        |
| Pillgram             | Dorfkirche                          | Jacobsdorf OT: Pillgram Kirchstraße 2 (52,32953° N, 14,394477° O)                                  | evangelisch       | Datierung: 1300 ca.        | weitere Bilder  |                | 09115448   | Q64364610        |
| Ragow                | Dorfkirche                          | Ragow-Merz OT: Ragow Dorfstraße 49 (52,19495° N, 14,303062° O)                                     | evangelisch       | Datierung: 1486/1515       | weitere Bilder  |                | 09115386   | Q106946037       |
| Ratzdorf             | Dorfkirche                          | Neißemünde OT: Ratzdorf Neißestraße 4 (52,067612° N, 14,753176° O)                                 | evangelisch       | Datierung: 1903            | weitere Bilder  |                | 09116037   | Q106936865       |
| Rauen                | Dorfkirche                          | Rauen OT: Rauen Chausseestraße 51a (52,331728° N, 14,027409° O)                                    | evangelisch       | Datierung: 1401/1450       | weitere Bilder  |                | 09115328   | Q54087581        |
| Reichenwalde         | Dorfkirche                          | Reichenwalde OT: Reichenwalde Dorfaue 9 (52,264449° N, 13,997444° O)                               | evangelisch       | Datierung: 1286/1315       | weitere Bilder  | Innenansichten | 09115449   | Q24042680        |
| Reudnitz             | Dorfkirche                          | Friedland OT: Reudnitz Dorfstraße (52,131453° N, 14,324683° O)                                     | evangelisch       | Datierung: Mitte 18. Jh.   | weitere Bilder  |                | 09115462   | Q101849432       |
| Rießen               | Dorfkirche                          | Siehdichum OT: Rießen Rautenkranzer Weg 4 (52,189793° N, 14,533784° O)                             | evangelisch       | Datierung: 1586/1600       | weitere Bilder  |                | 09115066   | Q107014737       |
| Sauen                | Dorfkirche                          | Rietz-Neuendorf OT: Sauen Zum Anger 14 (52,261801° N, 14,21626° O)                                 | evangelisch       |                            | weitere Bilder  | Innenansichten | 09115183   | Q42293712        |
| Schöneiche           | Mariä-Unbefleckte-Empfängnis-Kirche | Schöneiche bei Berlin OT: Schöneiche Friedrichshagener Straße 67 (52,472478° N, 13,683923° O)      | katholisch        | Datierung: 1991            | Bild gesucht BW |                |            |                  |
| Schöneiche           | Schlosskirche                       | Schöneiche bei Berlin OT: Schöneiche Dorfstraße 38 (52,480673° N, 13,695897° O)                    | profaniert        |                            | weitere Bilder  |                | 09115308   | Q29450559        |
| Schönfelde           | Dorfkirche                          | Steinhöfel OT: Schönfelde Eggersdorfer Straße (52,462153° N, 14,050928° O)                         | evangelisch       | Datierung: 1251/1300       | weitere Bilder  |                | 09115349   | Q56280765        |
| Schönfließ           | Heilig-Kreuz-Kirche                 | Eisenhüttenstadt OT: Schönfließ (52,15587° N, 14,617831° O)                                        | katholisch        | Datierung: 1994            | Bild gesucht BW |                |            |                  |
| Selchow              | Dorfkirche                          | Storkow (Mark) OT: Selchow Selchower Dorfstraße 39 (52,213752° N, 13,873505° O)                    | evangelisch       | Datierung: 1866            | weitere Bilder  | Innenansichten | 09115184   | Q31212818        |
| Sieversdorf          | Dorfkirche                          | Jacobsdorf OT: Sieversdorf Alte Petershagener Straße (52,379049° N, 14,372972° O)                  | evangelisch       | Datierung: 1250 ca.        | weitere Bilder  | Innenansichten | 09115321   | Q1244730         |
| Spreenhagen          | Dorfkirche Spreenhagen              | Spreenhagen OT: Spreenhagen Alte Dorfstraße 10 (52,341013° N, 13,879083° O)                        | evangelisch       | Datierung: 1855            | weitere Bilder  |                | 09115202   | Q56242200        |
| Steinhöfel           | Dorfkirche                          | Steinhöfel OT: Steinhöfel Demnitzer Straße (52,400539° N, 14,165339° O)                            | evangelisch       | Datierung: 1251/1300       | weitere Bilder  |                | 09115315   | Q56190168        |
| Steinsdorf           | Dorfkirche                          | Neuzelle OT: Steinsdorf Dorfaue 1 (52,025797° N, 14,673478° O)                                     | evangelisch       | Datierung: 1749            | weitere Bilder  |                | 09115069   | Q106940847       |
| Storkow              | Pfarrkirche                         | Storkow (Mark) OT: Storkow Kirchstraße (52,257167° N, 13,933611° O)                                |                   | Datierung: 1401/1500       | weitere Bilder  |                | 09115292   | Q101579235       |
| Stremmen             | Dorfkirche                          | Tauche OT: Stremmen Stremmener Dorfstraße 5a (52,131045° N, 14,165134° O)                          | evangelisch       | Datierung: 1883            | weitere Bilder  |                | 09115005   | Q107141806       |
| Tauche               | Dorfkirche                          | Tauche OT: Tauche Wulfersdorfer Straße (52,152748° N, 14,159849° O)                                | evangelisch       | Datierung: 1699/1700       | weitere Bilder  |                | 09115187   | Q107141908       |
| Tempelberg           | Dorfkirche                          | Steinhöfel OT: Tempelberg Lindenstraße (52,450377° N, 14,162251° O)                                | evangelisch       | Datierung: 1226/1250       | weitere Bilder  |                | 09115343   | Q56261057        |
| Trebatsch            | Dorfkirche                          | Tauche OT: Trebatsch Trebatscher Hauptstraße 11 (52,082939° N, 14,168094° O)                       | evangelisch       | Datierung: 1867–1869       | weitere Bilder  |                | 09115006   | Q101579240       |
| Trebus               | Dorfkirche                          | Fürstenwalde/Spree OT: Trebus Fürstenwalder Straße (52,403661° N, 14,042148° O)                    | evangelisch       | Datierung: 1250            | weitere Bilder  |                | 09115450   | Q1244767         |
| Weichensdorf         | Dorfkirche                          | Friedland OT: Weichensdorf Dorfstraße 12 (52,083059° N, 14,350433° O)                              | evangelisch       | Datierung: 1996            | Bild gesucht BW |                |            |                  |
| Wellmitz             | Dorfkirche                          | Neißemünde OT: Wellmitz Lindenstraße 38b (52,064627° N, 14,698617° O)                              | evangelisch       | Datierung: 1853            | weitere Bilder  |                | 09115071   | Q55962512        |
| Wiesenau             | Adventkirche                        | Wiesenau OT: Wiesenau Dorfstraße 20 (52,231694° N, 14,592722° O)                                   | evangelisch       |                            | weitere Bilder  |                |            | Q107171073       |
| Wilmersdorf          | Dorfkirche                          | Briesen (Mark) OT: Wilmersdorf (52,401529° N, 14,267923° O)                                        | evangelisch       |                            | weitere Bilder  |                | 09115330   | Q30321101        |
| Woltersdorf          | St.-Michael-Kirche                  | Woltersdorf (bei Berlin) OT: Woltersdorf Rudolf-Breitscheid-Straße 27 (52,450067° N, 13,755706° O) | evangelisch       | Datierung: 1857            | weitere Bilder  |                |            | Q107171278       |
| Wulfersdorf          | Dorfkirche                          | Tauche OT: Wulfersdorf Wulfersdorf (52,142988° N, 14,114879° O)                                    | evangelisch       |                            | weitere Bilder  |                | 09115293   | Q65531647        |
| Ziltendorf           | Kirche                              | Ziltendorf OT: Ziltendorf Kirchstraße 9 (52,207762° N, 14,629054° O)                               | evangelisch       |                            | Bild gesucht BW |                |            |                  |